# 華納我愛經典系列—張雨生
《華納我愛經典系列－張雨生》張雨生過世兩年後，由華納唱片發行的張雨生精選輯，收錄
了張雨生的許多經典好歌。

## 曲目
1. 自由歌
2. 帶我去月球
3. 永遠不回頭
4. 大海
5. 一天到晚游泳的魚
6. 再見　蘭花草！
7. 寧可讓我苦
8. 把世界分一半給你
9. 是否真的愛我
10. 青澀的記憶
11. 這一夜我睡不著
12. 這一年這一夜
13. 我是風箏
14. 無知的歲月
15. 執著
16. 動物的悲歌
17. 湖心草深長
18. 跟得上我吧
19. 還是朋友
20. 烈火青春
21. 我想把整片天空打開
22. 我呼吸我感覺我存在
23. 靈光
24. 掙扎
25. 兄弟呀
26. 別放棄希望
27. 一生陪你走
28. 我是一棵秋天的樹
29. 妹妹晚安
30. 一人一個夢